# Play (Dave Grohl)
Play è un singolo del musicista statunitense Dave Grohl, pubblicato il 9 agosto 2018 dalla Roswell Records.

## Descrizione
Si tratta di un brano strumentale della durata di quasi 23 minuti in cui il frontman dei Foo Fighters ha suonato sette strumenti in presa diretta, tra cui varie chitarre elettriche ed acustiche, basso, batteria, sintetizzatori, Fender Rhodes e percussioni assortite (vibrafono, tamburello e timpani). Il brano è uscito in contemporanea all'omonimo mini-documentario nel quale viene narrata la genesi e la registrazione del brano.
La pubblicazione era originariamente prevista per il 10 agosto inizialmente per il download digitale, ma è stata anticipata di un giorno. Il 28 settembre è stato commercializzato anche nel formato vinile.

## Tracce
1. Play – 22:35

## Formazione
- Dave Grohl – chitarre, basso, tastiere, batteria, percussioni